# Svizzera romanda
La Svizzera romanda, chiamata anche Romandia, Svizzera francofona o Svizzera francese (in francese Suisse romande; in tedesco Romandie), è l'insieme delle regioni di lingua francese della Svizzera; comprende i cantoni Ginevra, Giura, Neuchâtel, Vaud, circa due terzi del Canton Friburgo, la parte occidentale del Canton Vallese e il Giura bernese nel Canton Berna. La popolazione è concentrata soprattutto nell'Arco lemanico, attorno ai centri urbani di Ginevra e Losanna. Gran parte della regione è tradizionalmente di lingua francoprovenzale, idioma oggi fortemente in regressione; nel Giura è invece tradizionalmente parlato il francoconteese. La Svizzera romanda si contraddistingue dalla Svizzera tedesca per la sua tradizione politica più progressista; la linea che divide le due regioni è conosciuta come Röstigraben.

## Etimologia
L'aggettivo francese romand ("romando") è variante grafica di roman ("romanzo", "romanico") costruita sul modello di allemand ("tedesco") e attestata dal 1550 circa.

## Sport
In questa regione si disputa ogni anno il Giro di Romandia, una corsa ciclistica di 6 tappe, come parte del calendario UCI ProTour.

## Società

### Lingue

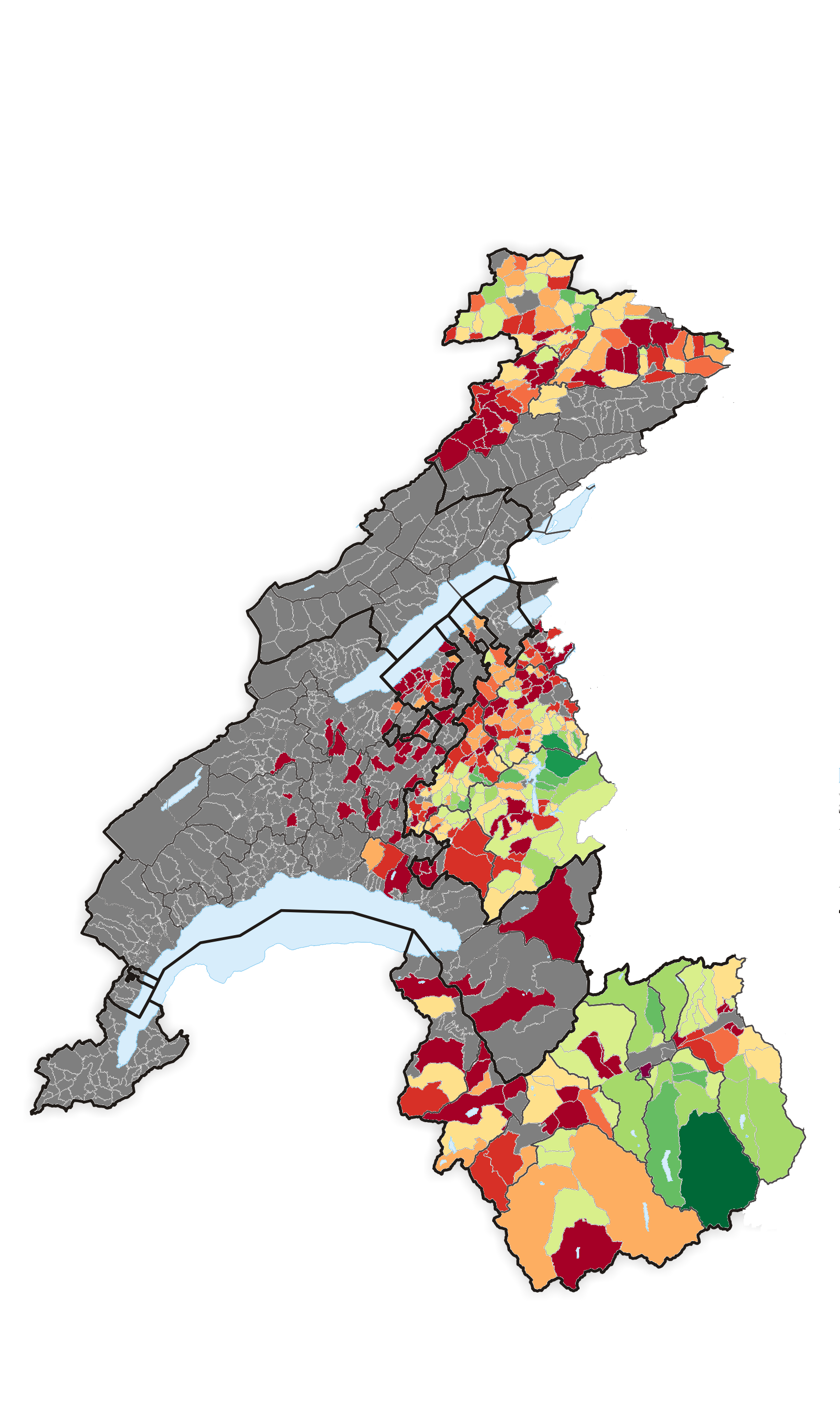
Utilizzo del francoprovenzale e del francoconteese nella Svizzera romanda nel 1967

L'area romanda fa parte della regione linguistica francoprovenzale, idioma attualmente in forte regressione nella zona e limitato ormai al solo comune di Evolène. La lingua più diffusa, e unica lingua ufficiale, è il francese, nella sua variante svizzera.
Il francoprovenzale in Svizzera, interdetto a scuola nel XIX secolo, si è quasi del tutto estinto tra il XIX e XX secolo. Solo nel comune di Evolène si è mantenuto ancora un patois francoprovenzale, simile al patois valdostano. Nel XX secolo la pratica locale del patois sussisteva nel Vallese (6,3%), nel Canton Friburgo (3,9%) e nel Giura (3,1%), ma sembra del tutto scomparso nell'uso quotidiano. Il patois del Canton Giura è un dialetto d'oil, il francoconteese, che, sebbene descritto nella costituzione del cantone, pare non svilupparsi.

### Media
I canali televisivi della RTS servono la comunità romanda in tutta la Svizzera e sono associati a TV5MONDE.